# Аллергия на никель
Аллергия на никель – класс аллергических состояний, вызванных воздействием никеля. Часто принимает форму аллергического контактного дерматита на никель ( Ni-ACD), формы аллергического контактного дерматита (ACD). Ni-ACD обычно вызывает красную и зудящую сыпь, которая может быть бугристой или чешуйчатой. Основное лечение – избегать контакта с металлическими изделиями из сплавов выделяющих никель, например, с недорогими ювелирными изделиями. Другая форма аллергии на никель является системной: синдром системной аллергии на никель (SNAS) может напоминать некоторые признаки синдрома раздражённого кишечника (СРК), а также имеет дерматологический компонент.

## Признаки и симптомы
Наиболее частым признаком аллергии на никель является воспаление кожи на участке, который регулярно контактирует с никелем. Часто принимает форму покрасневшего участка кожи с приподнятыми бугорками (папулами ) или небольшими волдырями (везикулами ) и отеком. Люди с хроническим дерматитом, как правило, имеют сухую, шелушащуюся и потрескавшуюся кожу в месте контакта. Эти участки воспаления (так называемые «первичные высыпания») могут возникать в любом месте кожи, контактирующем с никелем, но чаще всего они встречаются на руках, лице или в любом месте, где контактируют металлические предметы, такие как украшения или металлические пуговицы на одежде. Особенно высокие уровни воздействия никеля могут вызвать появление раздражённых участков кожи на других участках тела (так называемые «вторичные высыпания»). Обычно они возникают в виде волдырей на руках, веках и внутренней стороне сгибающихся суставов (внутри локтя, задней части колена и т. д.).
Проглатывание никеля может вызвать системную реакцию, которая может привести к генерализованному воспалению кожи по всему телу, небольшим волдырям на руках, раздражению внутри сгибательных суставов (сгибательная экзема), а также покраснению и раздражению обеих ягодиц.
Системный контактный дерматит (СКД) определяется как дерматит, возникающий у человека с надкожной контактной сенсибилизацией при системном воздействии гаптенов, например, перорально, через прямую кишку, внутрипузырно, чрескожно, внутриутробно, внутривенно или при вдыхании.
Патофизиология синдрома системной аллергии на никель (СНАС) недостаточно изучена. Клиническое течение определяется иммунологическим взаимодействием между двумя типами Т-клеток (ответы Th1 и Th2 ). ВСС часто считают разновидностью СНАС, но имеют только кожные проявления. СНАС проявляется множеством симптомов: от респираторных до генерализованной кожной сыпи и желудочно-кишечных симптомов. Желудочно-кишечные симптомы могут напоминать симптомы синдрома раздраженного кишечника. Обзор, оценивающий SNAS, показал, что 1% пациентов, чувствительных к никелю, реагировали на содержание никеля в «нормальной» диете, а с увеличением доз никеля реагировало больше людей. SNAS представляет собой многоуровневый иммунологический ответ, демонстрирующий различия между людьми и дозами, воздействия никеля.

## Причины

### Контакт с никелем
Никель широко распространён в природе (это пятый по распространённости элемент на Земле) и широко используется в промышленности и коммерческих товарах. Воздействие никеля на рабочем месте является обычным явлением во многих отраслях промышленности, и выполнение обычных рабочих задач может привести к тому, что уровень никеля в коже будет достаточным, чтобы вызвать дерматит. На рабочем месте люди могут подвергаться воздействию значительного количества никеля, переносимого по воздуху в результате сгорания ископаемого топлива или при контакте с никелированными инструментами.  Исторически сложилось так, что на рабочих местах, где длительный контакт с растворимым никелем был высоким, наблюдался высокий риск развития аллергического контактного никелевого дерматита. Например, в прошлом никелевый дерматит был распространен среди никелировщиков. Вспышки аллергии на никель от потребительских товаров были зарегистрированы на протяжении всего XX века: ювелирные изделия, подтяжки для чулок и металлические пуговицы на синих джинсах приводили к дерматиту в месте контакта. Никель также может присутствовать в продуктах питания и питьевой воде; прием внутрь повышенного содержания никеля не связан с системными аллергическими заболеваниями, но связан с обострениями дерматита или обострением везикулярной экземы рук. Аналогичным образом сообщалось об обострении дерматита в ответ на никельсодержащие хирургические имплантаты или стоматологические приспособления.
Риск того, что предмет вызывает аллергию на никель, связан с количеством никеля, выделяемого его поверхностью (а не с общим содержанием никеля). Подозрительные объекты можно выявить, протирая поверхность 1% раствором диметилглиоксима, который становится розовым, если с поверхности выделяется более 0,5 мкг/см 2 в неделю. Существуют различные методы проверки кожи или ногтей на воздействие никеля, обычно основанные на протирании кожи и последующем количественном определении содержания никеля на салфетке с помощью масс-спектрометрии.
Воздействие никеля через пищу может происходить из-за продуктов с высоким содержанием никеля, возможно, консервированных продуктов (через упаковку), возможно, посуды из нержавеющей стали или водопровода (особенно опасна первая вода, вытекающая из-под крана утром).